# Парк Одори
Одори парк (яп. 大通公園, Ōdōri Kōen, англ. Odori Park) — это парк на острове Хоккайдо в районе Тюо города Саппоро.

## Обзор
Ōdōri (大通) в переводе с японского означает «большая улица». Она тянется с востока на запад через Ниси-1-тёме, Ōdōri до Nishi 12-chōme, dōri («Ниси» означает запад, а «тёме» - квартал по-японски) и делит город на северную и южную части. Парк Одори простирается на 1,5 км и занимает площадь 78 901 м². В парке расположена Телевизионная башня Саппоро.

## Культурные мероприятия
С 1950 года в парке проводится Снежный фестиваль

## Спортивные соревнования

### Соревнования на летних Олимпийских играх 2020
В парке Одри прошли соревнования летних олимпийских игр по лёгкой атлетике
- Марафон (мужчины)
- Марафон (женщины)
- Спортивная ходьба на 20 километров (мужчины)
- Спортивная ходьба на 20 километров (женщины)
- Спортивная ходьба на 50 километров (мужчины)

## Галерея

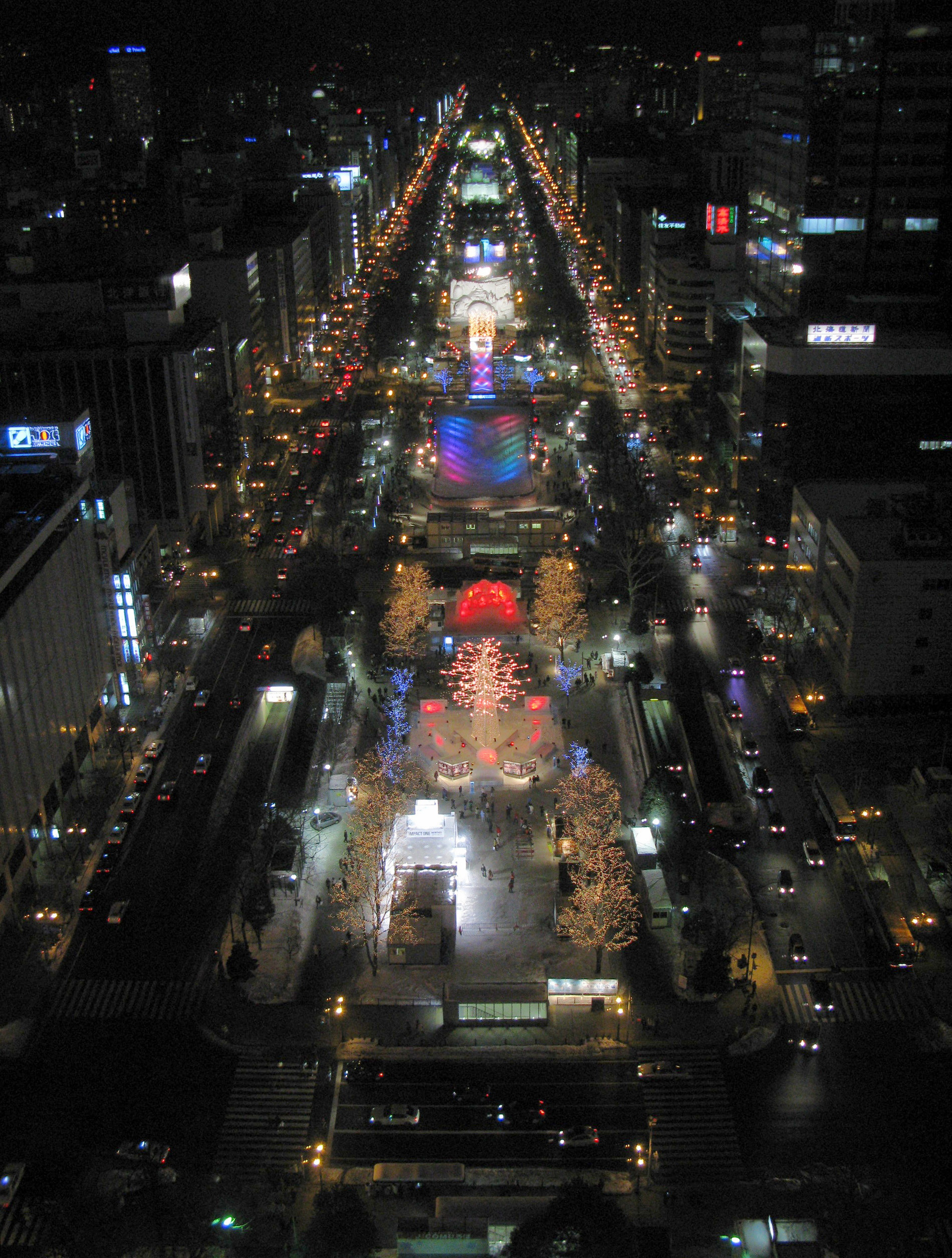
Снежный фестиваль
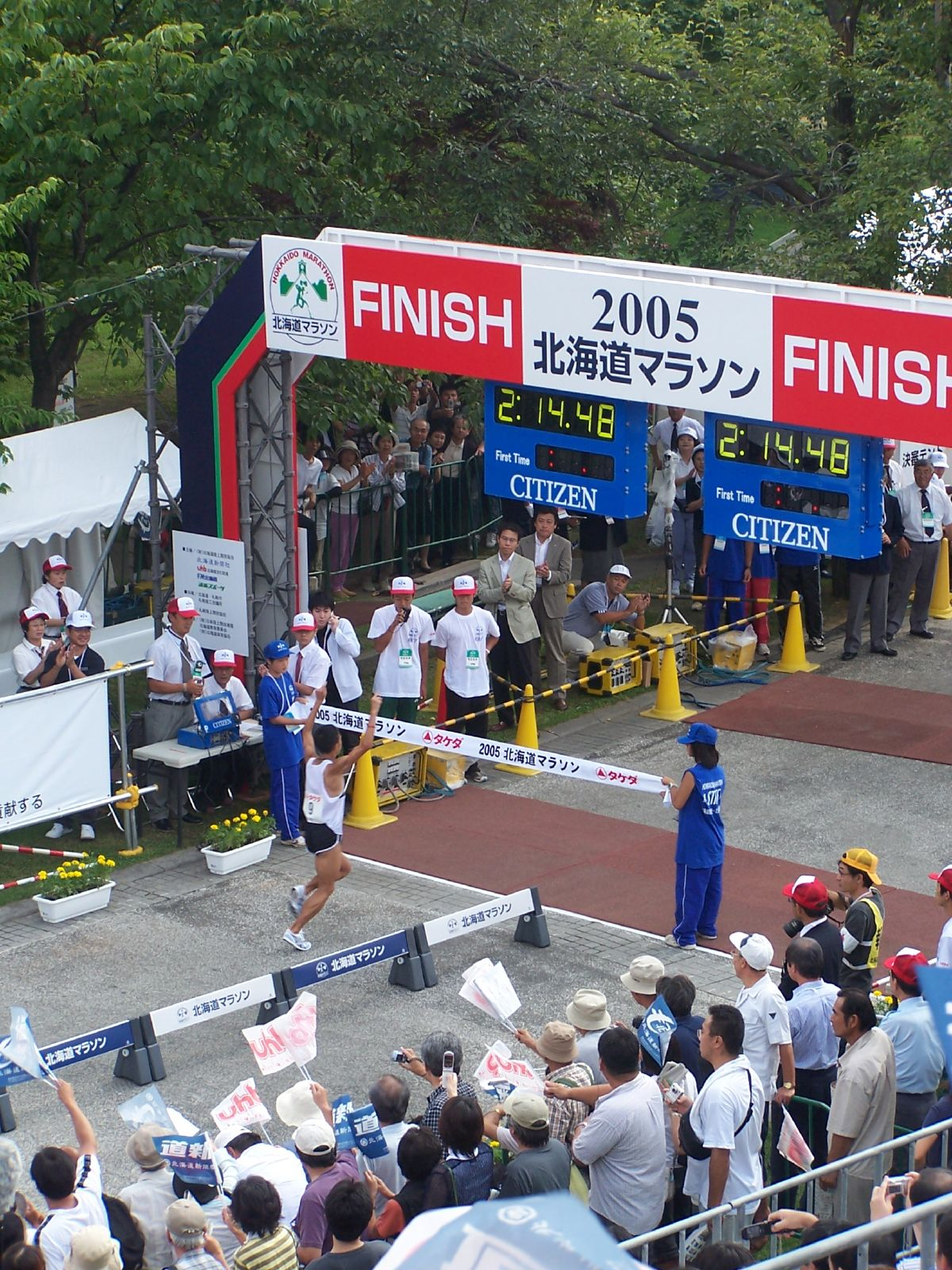
Марафон Хоккайдо
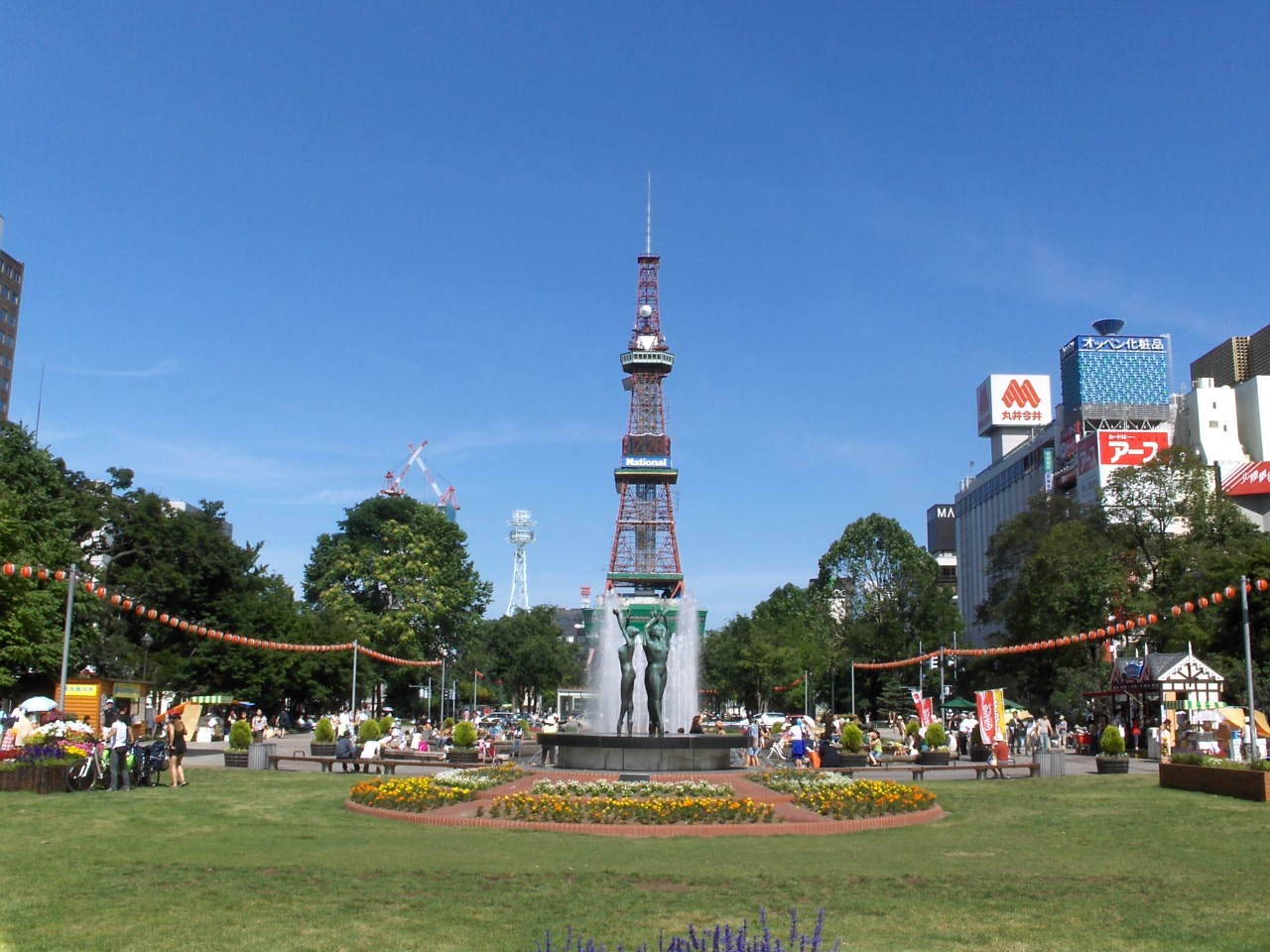
Одори парк и телевизионная башня